# كيرستن بوجه سولاس
كيرستن بوجه سولاس (بالنرويجية: Kjerstin Boge Solås‏) مواليد 31 ديسمبر 1997 في سوغن وفيوردانه، النرويج، هي لاعبة كرة يد نرويجية تلعب كظهير أيسر. مثلت منتخب النرويج لكرة اليد للسيدات. حققت المركز الأول في بطولة أوروبا لكرة اليد للسيدات 2016.

## سجل المنافسة
شاركت في البطولات التالية:
- بطولة أوروبا لكرة اليد للسيدات 2016

## الإنجازات
- بطولة أوروبا لكرة اليد للسيدات
  - الفوز: 2016

## روابط خارجية
- كيرستن بوجه سولاس على موقع الاتحاد الأوروبي لكرة اليد (الإنجليزية)
- كيرستن بوجه سولاس على موقع الاتحاد النرويجي لكرة اليد (النرويجية)